# Jan Nowicki (koszykarz)
Jan Nowicki (ur. 20 listopada 1948) – polski koszykarz występujący na pozycji skrzydłowego, wielokrotny medalista mistrzostw Polski, reprezentant Polski (w latach 1973-1975 - 23 występy).

## Osiągnięcia
Na podstawie, o ile nie zaznaczono inaczej.
Zawodnicze
- Mistrz Polski (1967, 1971, 1972, 1973)
- Brązowy medalista mistrzostw Polski (1975)
- Zdobywca pucharu Polski (1976)